# Calostoma
Calostoma là một chi của 29 loài nấm gasteroid trong phân loài Sclerodermatineae. Giống như các loại nấm gasteroid khác, Calostoma không có cơ chế thải bào tử liên quan đến nấm mang thông thường (ballistospory), và thay vào đó nó có các cấu trúc mang bào tử kèm theo. Giống như những quả bóng tròn với các lỗ bào tử phát triển, có màu sắc rực rỡ (xương), nổi lên trên một thân cây dày, sền sệt, các loài này đã được thu thập trong các khu vực rừng rụng lá, ôn đới, nhiệt đới hoặc cận nhiệt đới. Phân phối của chúng bao gồm miền đông Bắc Mỹ, Trung Mỹ, Châu Á vàAustralasia. Tên phổ biến hiện nay được đặt cho một số loài, "prettymouth", ám chỉ đến các khe hở được nâng lên rực rỡ (xương) có thể hơi giống cấu tạo của môi. Các tên phổ biến khác bao gồm "hotlips" và "Puffball in aspic".